# Comunitat Econòmica Africana
La Comunitat Econòmica Africana és una organització depenent de la Unió Africana que busca el desenvolupament econòmic del continent a través de l'establiment de zones de lliure comerç i de tractats d'ajuda mútua. S'estructura en blocs regionals, encara que la majoria de països participen en més d'un bloc, ja que les fronteres africanes estan molt marcades per l'imperialisme i no és fàcil establir límits entre regions culturals i fronteres estatals.

## Fases proposades
S'ha establert un pla en 6 fases per assolir la unió econòmica, que han d'anar completant els blocs regionals membres amb tractats parcials (tractat d'Abuja).
La primera fase comportava la creació dels blocs regionals en 1999. Es van crear, però la UMA no s'ha integrat en el progrés global de l'organització.
La segona fase incloïa recomanacions per enfortir els lligams entre els països de cada bloc, a partir de tractats bilaterals. Aquesta fase, que acaba el 2007, ha d'encetar les zones de lliure comerç, en tràmit segons la zona.
El 2019 el lliure comerç ha d'estar implementat en tot el continent, per donar pas a la fase 5, la creació d'un mercat únic amb totes les seves conseqüències, incloent la divisa única, proposada per al 2028. Aleshores podria començar a idear-se la unió política.

## Blocs regionals

### Comunitat d'estats del Sahel
És una organització creada en 1998 que consta de 25 de membres que envolten el Sàhara (llistats per ordre d'incorporació): Burkina Faso, Txad, Líbia, Mali, Níger, Sudan, República Centreafricana, Eritrea, Djibouti, Gàmbia, Senegal, Egipte, Marroc, Nigèria, Somàlia, Tunísia, Benín, Togo, Costa d'Ivori, Guinea Bissau, Libèria, Ghana, Sierra Leone, Comores i Guinea.
El seu objectiu primordial és crear una zona de lliure comerç entre els seus integrants, però encara està lluny de l'assoliment. Com a bloc regional, ha assolit el rang d'observador a les assemblees de l'ONU. El conflicte de Darfur centra les preocupacions dels seus líders.

### Mercat comú de l'Àfrica oriental i austral (COMESA)
És un dels blocs més potents del continent. Format en 1994, ha assolit una àrea de lliure comerç parcial (hi estan integrats alguns dels membres fundadors) que va ampliant-se progressivament. Inclou 20 països amb 340 milions d'habitants en total: Angola, Burundi, Comores, República Democràtica del Congo, Djibouti, Egipte, Eritrea, Etiòpia, Kenya, Líbia, Madagascar, Malawi, Maurici, Ruanda, les Seychelles, Sudan, Swazilàndia, Uganda, Zàmbia i Zimbabwe.
La COMESA vol integrar tots els seus membres en l'àrea de lliure comerç i avançar cap a una moneda comuna el 2018 (si bé alguns estats s'hi oposen).

### Comunitat de l'Àfrica de l'Est
Aquest bloc és el de més tradició històrica, ja que va ser fundat el 1967. A causa de les pugnes internes pel poder, es va dissoldre el 1977 i es va tornar a rellançar l'any 2000. Està format per cinc membres: Kenya, Tanzània, Uganda, Burundi i Ruanda.
El bloc està en vies d'assolir una àrea de lliure comerç. Es va plantejar una divisa comuna, anomenada el xíling est-africà i una unió política, la Federació de l'Àfrica de l'Est, que hauria de néixer el 2010. Els països integrants volen establir tractats de cooperació per al foment del turisme, basat en la riquesa natural i paisatgística.

### Comunitat econòmica de l'Àfrica central (CEEAC)
Es va fundar el 1985 però va romandre inactiva durant anys per les guerres de la regió dels Grans Llacs. El 1999 es va rellançar a instàncies de la Comunitat Econòmica Africana. Alguns països van fundar la CEMAC, un subgrup per a la integració econòmica. La Unió Europea advoca per la fusió de la CEMAC amb la comunitat original i ha signat convenis de col·laboració en matèries d'exportacions i forces de pau.
La CEEAC té tres llengües de treball: el francès, l'espanyol i el portuguès. La seva seu es troba a Libreville, al Gabon. Els seus objectius són crear una economia autosuficient a partir de la creació d'un fons per al desenvolupament, establir una àrea de lliure comerç i arribar a la divisa comuna.
Els països membres de la CEEAC i la CEMAC són Camerun, República Centreafricana, Txad, Congo, República Democràtica del Congo, Guinea Equatorial i Gabon. Només part de la primera estan: Burundi, Ruanda, São Tomé i Príncipe i Angola.

### Comunitat Econòmica dels Estats de l'Àfrica Occidental (ECOWAS)
La Comunitat Econòmica dels Estats de l'Àfrica Occidental va fundar-se el 1975 i està dividida en dos subgrups, la UEMOA i el WAMZ. El primer està avançant cap a la lliure circulació de mercaderies i persones mentre que el segon se centra a planificar la unió monetària dels Estats de la zona

### L'Autoritat Intergovernamental per al desenvolupament
És una organització formada per Djibouti, Etiòpia, Kenya, Somàlia, Sudan i Uganda el 1986 (els països de l'anomenada "banya d'Àfrica"). Va sorgir per fer front a la fam i els desastres naturals de finals del segle xx, que van devastar la regió. Així els Estats s'unien en les seves demandes a l'exterior, especialment d'ajuda humanitària i control de recursos.
L'organització va perdre força des de l'inici del segle XXI per diverses raons: Kenya i Uganda han centrat els seus esforços en la Comunitat de l'Àfrica de l'Est, Somàlia porta més de 15 anys sense govern operatiu, Sudan té greus conflictes interns i hi ha discussió sobre la pertinença de regions fronteres entre Etiòpia i Eritrea, amb amenaça de guerra.

### Comunitat per al desenvolupament de l'Àfrica Austral
És una organització que busca la cooperació econòmica i política de la meitat sud del continent. Fundada als anys 60, s'ha anat ampliant fins a constar de 15 membres: Angola, Botswana, Lesotho, Malawi, Moçambic, Swazilàndia, Tanzània, Zàmbia, Zimbabwe, Namíbia, Sud-àfrica, Maurici, RD Congo, Madagascar i les illes Seychelles.
S'han establert diversos protocols d'ajuda mútua en educació, sanitat i política exterior i s'avança cap a l'establiment d'un mercat únic amb una sola divisa. El principal problema per avançar és la recança dels Estats a cedir poder legislatiu a l'organització.

### Unió del Magrib Àrab (UMA)
La Unió del Magrib Àrab no participa plenament de la Comunitat Econòmica Africana per l'oposició del Marroc i funciona com a entitat semi-independent.